# تريومف ثندربيرد (2009)
تريومف ثندربيرد (بالإنجليزية: Triumph Thunderbird (2009))‏ هي دراجة نارية من تصنيع مصنع تريومف في هينكلي في إنجلترا وبدأ تصنيعها منذ عام 2009.